# Гхо

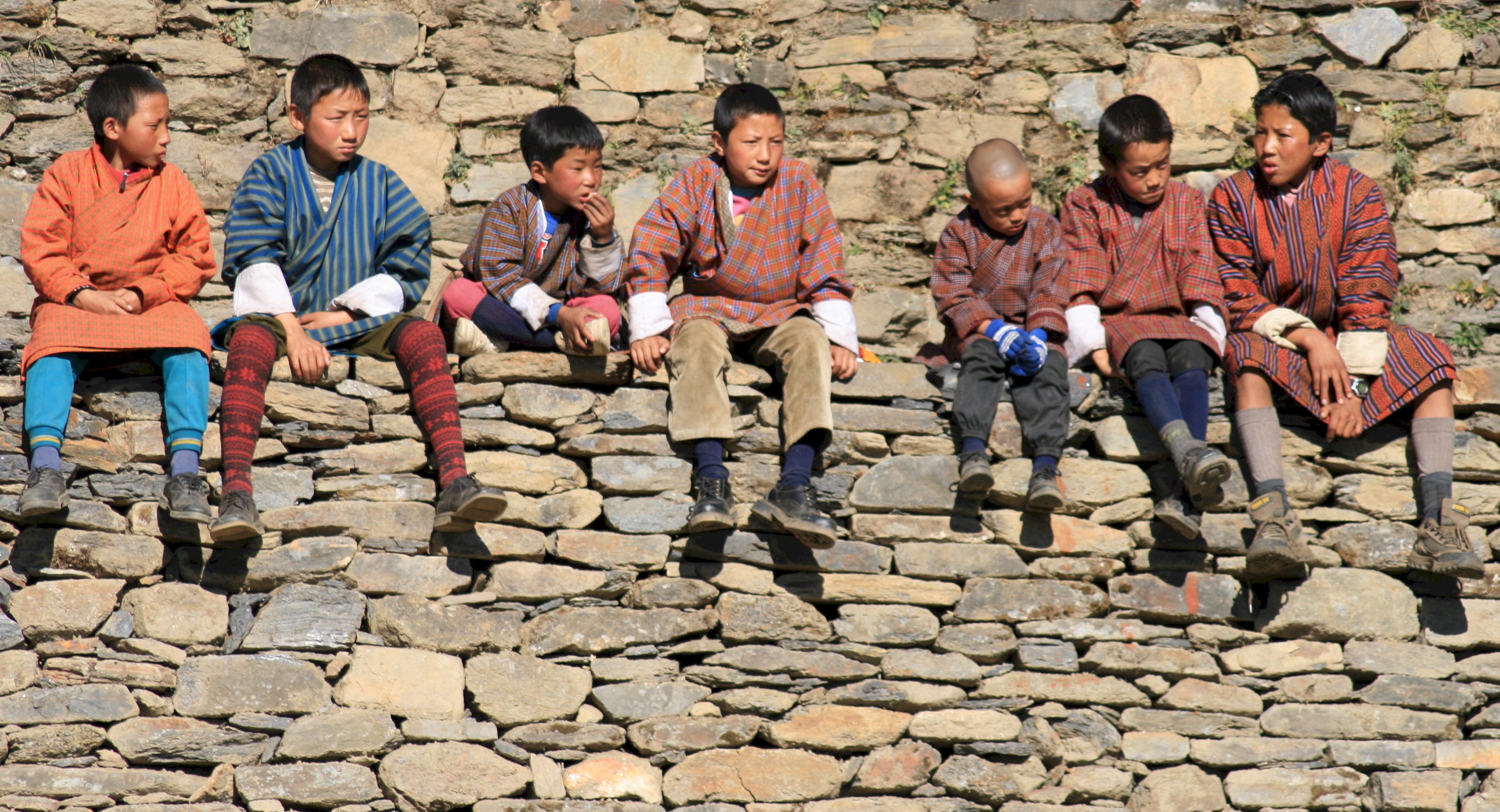
Мальчики на фестивале, одетые в гхо

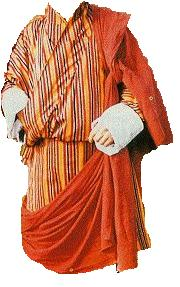
Гхо

Гхо (дзонг-кэ གོ་, вайли go, лат. gho) является традиционной национальной одеждой мужчин Бутана. Гхо был введён в XVII веке Шабдрунг Нгаванг Намгьялом, чтобы придать внешнему виду бутанцев большую самобытность. Гхо представляет собой халат до колен, который подпоясывают поясом из ткани kera. По праздникам гхо надевают вместе с кабни.
Процесс надевания гхо является сложным, поэтому даже взрослые мужчины пользуются посторонней помощью. Вместе с гхо нормальным является надевать носки до колен.
Правительство Бутана требует, чтобы гхо надевали все, кто работает в государственных учреждениях и школах. Мужчины также должны надевать гхо на официальные мероприятия. В своей современной форме закон относится к 1989 году, но официальный дресс-код Дриглам Намжа гораздо старше.